# Дежа Вю (фільм, 1989)
«Дежа вю» — радянсько-польський художній фільм режисера Юліуша Махульського, гангстерська авантюрна комедія фарс, дія якої відбувається в Одесі.

## Сюжет
1925 рік. У США — «сухий закон». Мафія чиказьких бутлегерів (підпільних торговців спиртним) розшукує якогось Міка Нича — Микиту Ничипорука, який виявився стукачем. З'ясовується, що він втік до радянської Одеси, де організовував «великий самогонний шлях» з доставлення самогону по узбережжю Північного Льодовитого океану з молодої країни Рад в Америку. Для ліквідації зрадника наймається найзнаменитіший нью-йоркський кілер — американський гангстер польського походження Джон Поллак на прізвисько «Професор». Під виглядом професора-ентомолога, що слідує на Суматру ловити метеликів, Поллак прибуває в Одесу під легендою, «відвідати могилу батька», щоб виконати контракт на ліквідацію зрадника.
У пошуках своєї жертви Поллак потрапляє в найнеймовірніші ситуації, пов'язані зі специфікою радянської Одеси в епоху початку побудови соціалізму і Нової економічної політики. Оскільки він виявляється першим пасажиром рейсу «Русфлота» «Нью-Йорк — Константинополь — Одеса», до нього приставляють гіда-комсомолку Клару Глушко, беруть в облогу піонери та журналісти. Починаючи зі шляху в готель і протягом усього фільму Джон намагається відмовитися від культурної програми, яку нав'язує йому гід.
У готелі Поллаку спочатку ушкоджують ручку візка для валізи (яка насправді була стволом від розібраної й захованої серед багажу гвинтівки), після його поселяють в номер «люкс», який виявляється тримісним. Це дратує Поллака, бо в його номер поселили харківського кооператора Петра Мусійовича Крівонощенко, а пізніше — кооператора Ахмеда з Ташкента. Нелегально обмінявши долари в булочній, Джон впізнає в одному з її співробітників розшукуваного Микиту Ничипорука і передає йому посилку з дохлою рибою (що мовою чиказької мафії означає смертний вирок). Ничипорук розуміє, що на його слід вийшла мафія. Підручний Ничипорука Мішка Япончик, не вірячи, що в Одесу дійсно приїхав мафіозі, все-таки радить Микиті виїхати в Куяльник, посилаючись на те, що мафія його там не зможе знайти, і намагається вбити гостя з Америки.
В процесі відлучення від гіда Клари та, одночасно шукаючи зброю, Поллак натикається на групу вірмен, які приймають його за свого родича-емігранта, тим більше, що прізвище цієї численної вірменської родини — Полакян і вони обіцяють Джону дістати зброю. Вірмени споюють його і відводять на кладовище, де поховані деякі члени сім'ї Полакян, в тому числі жінка, чию могилу показують Поллаку, кажучи, що це могила його матері й могилу недавно убитого чоловіка — п'яному Поллаку повідомляють, що цей убитий його брат і Поллак отримає зброю, щоб помститися за смерть «брата».
Джон прокидається вранці в поїзді в оточенні все тієї ж численної вірменської родини. Ті повідомляють йому, що їдуть в Єреван, бо там ховається вбивця його «брата». Поллак рятується втечею. Вистрибнувши з поїзда і вдарившись головою, Поллак тимчасово втрачає пам'ять, отримавши ретроградну амнезію. Забувши, ким Поллак є насправді, він змушений жити згідно зі своєю ж легендою, як чесний професор. Ничипорук, впізнавши кілера, намагається його вбити. В результаті Поллак переживає кілька замахів і ланцюг втрат та повернень пам'яті, періодично відчуваючи дежавю.
Після чергової невдалої спроби вбивства «Професора», Мішка Япончик зустрічає Поллака в нелегальному казино, розташованому в підвалі тієї ж булочної, після чого пов'язує і катує його. Але звільнившись, Поллак дізнається, де ховається Мік Нич і виходить на його слід.
Вистеживши Ничипорука, Джон мимоволі допомагає співробітникам міліції зловити самогонника. У відділенні Поллак дізнається, що всі, хто йому неодноразово потрапляли на очі, — кооператор Крівонощенко, працівник цвинтаря, закохана пара Жорж і Діта — працівники міліції, які стежили за ним по «безпідставним звинуваченням». Джон визнає, що звинувачення правдиві та вимагає посадити його в одну в'язницю з Ничипоруком, адже в Америці на нього чекає смертний вирок за невиконання сплаченого контракту на вбивство Нича. У міліції йому не вірять і насильно відправляють на пароплав, що йде до Суматри. Поллак три рази стрибає за борт і повертається в порт, після чого потрапляє в психіатричну лікарню з діагнозом параноя. Підручний Ничипорука Мішка Япончик залишає Одесу.
Фінал фільму побудований, відповідно до задуму і його назвою: як ще одне дежавю. Адже сюжет повторюється знову, але цього разу з кілером, який прибув для вбивства самого Поллака, за те, що останній не зумів виконати контракт. Новий вбивця виявився тисячним пасажиром рейсу «Русфлота» «Нью-Йорк — Константинополь — Одеса».

## Акторський склад
| Актор                                | Роль |
| ------------------------------------ | --- |
| Єжи Штур                             | Джон Поллак, кілер на прізвисько «Професор»                                                                         |
| Володимир Головін                    | Мік Нич (Микита Ничипорук), американський гангстер одеського походження                                             |
| Микола Караченцов                    | Мішка Япончик, одеський підручний Міка Нича                                                                         |
| Галина Петрова                       | товариш Клара Глушко, комсомолка, активістка, гід «Професора»                                                       |
| Олег Шкловський                      | старший лейтенант міліції Жорж Перепльотчіков, одеський міліціонер, ревнивий чоловік (під прикриттям)               |
| Ліза Махульска (пол. Liza Machulska) | лейтенант міліції Афродіта (Діта) Перепльотчікова, одеський міліціонер, дружина ревнивого чоловіка (під прикриттям) |
| Віктор Степанов                      | Петро Мусійович Крівонощенко, одеський міліціонер, харківський кооператор (під прикриттям)                          |
| Василь Міщенко                       | Костя, співробітник готелю                                                                                          |
| Всеволод Сафонов                     | професор Бабочкін (убитий Міком Нічем помилково)                                                                    |
| Анатолій Котенєв                     | Володимир Маяковський                                                                                               |
| Володимир Белоусов                   | людина з свити Маяковського                                                                                         |
| Тетяна Степанова                     | Ліля Брик |
| Віталій Шаповалов                    | швейцар готелю (озвучує Юрій Саранцев)                                                                              |
| Віктор Павловський                   | Сержант міліції Васін, одеський міліціонер, цвинтарний сторож (під прикриттям)                                      |
| Юрій Орлов                           | офіціант |
| Олексій Верников                     | піонер |
| Мурад Джанібекян                     | Арам Полакян |
| Войцех Висоцький                     | Франко де Ніро, кілер, що вирушив вбити Поллака за невиконане завдання                                              |
| Ян Махульський                       | Дон Біг Джим Чемін                                                                                                  |
| Валерій Барда-Скляренко              | адміністратор готелю                                                                                                |
| Володимир Міняйло                    | кореспондент газети «Моряк»                                                                                         |
| Ернест Штейнберг                     | доктор |
| Семен Крупник                        | професор психіатрії                                                                                                 |
| Гжегож Херомінській                  | німецький тренер, схожий на Гітлера (в титрах не вказаний)                                                          |
| Цезарій Пазура                       | німецький велосипедист                                                                                              |
| Войцех Малайкат                      | німецький велосипедист (в титрах зазначений як В. Маланка)                                                          |
| Джафар Гафурбеков                    | Ахмед, кооператор з Ташкента                                                                                        |
| Армен Хостікян                       | дядько Ашот |
| Людмила Поргіна                      | співробітниця готелю                                                                                                |
| Валентин Козачков                    | Абрам Семенович Шльом                                                                                               |
| Микита Висоцький                     | джазмен, який грає на банджо                                                                                        |
| Геннадій Венгеров                    | санітар Петрович |
| Вадим Александров                    | бомбардир з Молдаванки                                                                                              |
| Анатолій Кортуков                    | кларнетист |
| Сергій Гавришков                     | |
| Фауст Міндлін                        | фотограф газети «Моряк»                                                                                             |
| Здзіслав Амброжек                    | Пачіно |
| Здзіслав Кузняр                      | чиказький поліцейський                                                                                              |
| Зигмунт Хобот                        | |
| Ришард Котис                         | Коппола гангстер з Чикаго                                                                                           |
| Сергій Зінченко                      | солдат, який заарештував Костю                                                                                      |
| Євген Борисов                        | мафіозі |
| Олег Федулов                         | білий поручик |
| Стівен Аштон                         | американський турист                                                                                                |
| Юрій Лопарьов                        | відвідувач підпільного ресторану                                                                                    |
| Франческа Перепльотчикова            | співробітниця готелю                                                                                                |

## Творча група
- Сценаристи: Олександр Бородянський, Юліуш Махульський (ідея)
- Режисер-постановник: Юліуш Махульський
- Оператор-постановник: Януш Гауер
- Композитор: Кшешимір Дембські
- Художник-постановник: Валентин Гідулянов
- Режисери: Петро Ясинський, Річард Заторські
- Звукооператори: Анатолій Подлєсний, Мирослав Добек
- Оператори: Сергій Колбінєв, Якуб Вдовіскі
- Художники по костюмах: Тетяна Кропивна, Барбара Булкевич
- Художники по гриму: Володимир Талала, Ліліана Голонська, Іоланта Шклярек
- Декоратори: Віктор Фомін, Людмила Ромашко, Веслава Хойковська
- Комбіновані зйомки: Сергій Лилов, Василь Звєрєв, Л. Рибарчик, К. Стефанкевич
- Монтажер: Мирослава Гарлицька
- Редактор: Наталя Рисюкова
- Директори картини: Феодосія Вишнякова, Анджей Салтисік

## Цікаві факти
- У стрічці присутній анахронізм.
  - На штампі на візі, що отримує Поллак по прибуттю в Одесу, напис «У.Р.С.Р.», хоча до 1937 радянська Україна скорочено називалася «УСРР».
  - Після затримання Ничипорука, у відділенні Поллак дізнається, що багато з тих, хто йому неодноразово потрапляв на очі, це працівники міліції, які стежили за ним. Міліціонери знову представляються йому, називаючи свої звання. Слід зауважити, що події стрічки відбуваються в 1925 році, але персональні звання в міліції з'являються лише в 1936 році (в армії в 1935 році) і на момент подій у стрічці їх ще не було впроваджено. Слід зауважити, що в 1936—1943 роках, спеціальні звання міліції як і держбезпеки, хоч мали назву частково подібну до армійських, але позначалися іншими знаками розрізнення (на два ранги вище від армійців). Уніфікація зі збройними силами відбулася лише в 1943 році, після введення одностроїв з погонами. Так старший лейтенант Жорж Перепльотчіков, у стрічці носить однострій зі знаками розрізнення на петлицях (три квадрати) подібними до старшого лейтенанта Червоної Армії зразка 1935 року, чи молодшого лейтенанта міліції зразка 1939 року (старший лейтенант носив знаки розрізнення у вигляді двох прямокутників «шпал»). Така ж ситуація і з іншими співробітниками міліції показаними у стрічці.